# Henri IV de Limbourg
Henri IV de Limbourg, né en 1195, mort le 25 février 1247, fut duc de Limbourg et de Berg de 1226 à 1247.

## Biographie
Fils de Waléran III, duc de Limbourg et comte de Luxembourg, et de Cunégonde de Lorraine.
D'abord seigneur de Montjoie, il épousa l'héritière du comté de Berg, fille du comte Adolphe III, mort à Damiette en 1218. Ils ne peuvent hériter immédiatement du comté, celui-ci étant revendiqué par Engelbert, archevêque de Cologne. Engelbert étant le principal conseiller de Frédéric II, a gain de cause, et obtient le comté de Berg à titre viager, moyennant une rente versée à Henri et Ermengarde.
Engelbert est assassiné le 7 novembre 1226 et Henri hérite du comté du Berg, peu après le Limbourg. Il confie alors Montjoie à son frère Waléran qui possède déjà Fauquemont. Il combat ensuite le comte Frédéric d'Isenberg, son beau-frère, qui est soupçonné de l'assassinat d'Engelbert. Frédéric d'Isenberg est arrêté, torturé et exécuté. Dietrich, le fils de Frédéric d'Isenberg, crée à la suite de cet événement la lignée des comtes de Limburg.
En 1228, il s'engage aux côtés de Frédéric II dans la sixième croisade et le précéda en Terre sainte. Revenu en Allemagne, il guerroie contre l'archevêque de Cologne, entre 1238 et 1241, et compte parmi les partisans des Hohenstaufen.

## Mariage et enfants
Il épouse en 1218 Ermengarde de Berg († 1248), comtesse de Berg, fille d'Adolphe III, comte de Berg et de Berthe de Sayn, et eut :
- Adolphe IV (1220 † 1259), comte de Berg ;
- Waléran IV († 1279), duc de Limbourg.

## Sources
- Notices dans des dictionnaires ou encyclopédies généralistes :   - Biografisch Portaal van Nederland
  - Deutsche Biographie
- Notices d'autorité :   - VIAF
  - GND
- Alphonse Wauters, « Henri IV », Académie royale de Belgique, Biographie nationale, vol. 9, Bruxelles, 1887 [détail des éditions], p. 154-156.
- Généalogie de la maison de Limbourg.